# Nederlands Hervormde kerk (Maasdam)
De Nederlands Hervormde kerk is een kerkgebouw in Maasdam, gelegen aan de Raadhuisstraat. Het pastorie (een rijksmonument) en de begraafplaats liggen naast de kerk. 

## Geschiedenis
Toen in 1270 de Maas werd afgedamd en de Binnenbedijkte Maas ontstond, ontstond het dorp Maasdam op die plek. Ten tijde van de Sint-Elisabethsvloed van 1421 stond er in Maasdam een kapel. In die vloed ging Maasdam verloren en werd later weer opgebouwd. 
In 1427 werd er een kerk gebouwd op de plek waar de huidige Hervormde kerk staat. Deze kerk werd in 1666 vernieuwd, maar de toren van de kerk bleef. In 1790 werd de toren afgebroken en werd er een dakruiter gebouwd. Tussen 1870 en 1871 werd de kerk opnieuw opgebouwd, maar de huidige dakruiter en het gedeelte kerk daaronder bleef staan. In 1966 werd er een kerkplein ter vervanging voor het grindpad aangelegd en in 1991 werd de dakruiter gerestaureerd. 

### Kerkklok
Zoals bij veel kerken werd de kerkklok in beslag genomen door de Duitsers in de Tweede Wereldoorlog. In 1948 kwam er een nieuwe, met de tekst: 